# Morawa Zachodnia
Morawa Zachodnia (serb. Западна Морава, Zapadna Morava) – rzeka w środkowej Serbii. Jej długość wynosi 184 km. Jest dopływem Morawy. 

## Charakterystyka
Jednym z jej dopływów jest Ibar. Jej średni przepływ wynosi 109 m³/s, a powierzchnia zlewni 14 721 km². Przepływa przez miasta Čačak, Kraljevo i Trstenik. Na zachód od Čačaku na rzece utworzono sztuczny zbiornik wodny – jezioro Međuvršje. Między miejscowościami Stalać i Varvarin łączy się z Morawą Południową, tworząc Wielką Morawę.